# Hans Rosling
Hans Rosling (27. července 1948 – 7. února 2017) byl švédský lékař, vědec, statistik, který často vystupoval na veřejnosti. Byl profesorem mezinárodního zdraví na Institutu Karolinska a spoluzakladatelem Gapminder Foundation, která vyvinula software Trendalyzer. Před svou smrtí napsal knihu „Factfulness: Ten Reasons We're Wrong About the World – and Why Things Are Better Than You Think“. Česky vyšla jako „Faktomluva: Deset důvodů, proč se mýlíme v pohledu na svět – a proč jsou věci lepší, než vypadají". Knihu doporučili například Barack Obama nebo Bill Gates. Ten ji daroval všem americkým vysokoškolským absolventům roku 2018. Rosling byl též polykačem mečů, jak předvedl v závěru svého druhého vystoupení na TEDu.

## Životopis
Rosling se narodil ve Švédské Uppsale. Od roku 1967 do roku 1974 studoval statistiku a medicínu na univerzitě v Uppsale. Postgraduálně studoval obor veřejné zdraví na St. Johns’s Medical College v indickém Bengalúru a v roce 1976 získal lékařskou licenci. V létech 1979 až 1981 sloužil v oblastní lékařské stanici v Nacale v severním Mosambiku. V období 1974–1984 strávil celkem osmnáct měsíců na rodičovské dovolené, kdy se staral o své tři děti.
21. srpna 1981 Rosling identifikoval počátek šíření paralytické choroby konzo a s pomocí následného výzkumu získal doktorát na univerzitě v Uppsale v roce 1986. Dva roky strávil studováním šíření této choroby ve venkovských oblastech napříč Afrikou a vedl na toto téma další doktorské studenty. Choroba se vyskytovala v souvislosti s nedostatečnou úpravou výživy, skládající se převážně z manioku, který způsoboval souběžně podvyživení a vysoké příjmy kyanidu.
Roslingův výzkum se dále zaměřoval na vztah mezi ekonomickým vývojem, zemědělstvím, chudobou a zdravím. Byl zdravotním poradcem organizací jako WHO, UNICEF a dalších. V roce 1993 byl jedním z iniciátorů Lékařů bez hranic ve Švédsku. Na Institutu Karolinska byl vedoucím Divize mezinárodního zdraví v letech 2001–2007. Jako předseda Mezinárodní výzkumné a výcvikové komise Karolinska (1998–2004) zahájil výzkumnou spolupráci s univerzitami v Asii, Africe, na středním východě a v Latinské Americe. Založil nové kurzy globálního zdraví a je spoluautorem učebnice globálního zdraví založení na tzv. "evidence-based" přístupu.

## Gapminder
Rosling je spolu se svým synem Olou Roslingem a snachou Annou Roslingovou-Rönnlundovou zakladatelem nadace Gapminder. Gapminder vyvinul software Trendalyzer, který převádí mezinárodní statistiky do pohyblivých interaktivních grafů. Jeho přednášky, které grafiku Gapminderu používají k vizualizaci světového vývoje, vyhrály řadu cen. Interaktivní animace jsou navíc zdarma dostupné na stránkách nadace. Trendalyzer získala společnost Google 16. března 2007 s cílem dále jej rozvíjet a poskytnout statistiky k dispozici veřejnosti. V roce 2008 Google spustil Motion Chart Archivováno 16. 1. 2013 na Wayback Machine. Google Gadget a v roce 2009 pak tzv. Public Data Explorer.

## Ocenění
V roce 2009 byl zařazen do seznamu 100 hlavních světových myslitelů časopisem Foreign Policy a v roce 2011 se stal jednou ze 100 nejkreativnějších osob ve světě byznysu časopisem Fast Company. Také byl v roce 2011 zvolen členem švédské akademie inženýrských studií a roku 2012 členem švédské akademie věd.

## Kniha „Faktomluva“
Rosling je autorem knihy Faktomluva. Na publikaci se podíleli také jeho syn Ola Rosling a snacha Anna Roslingová Rönnlundová. Kniha vyšla v roce 2018 jako „Factfulness: Ten Reasons We're Wrong About the World – and Why Things Are Better Than You Think“. V českém překladu vyšla ve stejném roce pod názvem „Faktomluva: Deset důvodů, proč se mýlíme v pohledu na svět – a proč jsou věci lepší, než vypadají.“ Vydalo ji nakladatelství Jan Melvil Publishing.
Faktomluva získala mnoho ohlasů. Na svém blogu ji doporučil například Bill Gates. „Faktomluva patří k nejdůležitějším knihám, jaké jsem kdy četl. Jde o nepostradatelný návod, jak o světě přemýšlet jasně.“ Barack Obama prohlásil, že je to „nadějeplná kniha o tom, co dokáže lidský pokrok, když se naučíme pracovat s fakty namísto podléhání vrozeným zkreslením.“
O knize, která vyšla až po Roslingově smrti, sám autor prohlásil: „Tato kniha je poslední bitvou v mém celoživotním poslání – v boji proti ničivé globální nevědomosti. V předchozích bitvách jsem se vyzbrojil rozsáhlými datovými soubory, chytrým softwarem, energickým stylem přednášek a švédským bajonetem. Nestačilo to. Doufám ale, že tato kniha svůj účel splní.“
Rosling v knize ukazuje, že lidé nemají základní povědomí o světě, v němž žijí. Když mají odpovídat na jednoduché otázky o stavu planety, například zda ubývá extrémní chudoby nebo jaká je průměrná délka života na zemi, dávají špatné odpovědi. „Tak špatné, že kdyby měli zcela náhodně odpovídat šimpanzi, dosáhnou lepších výsledků než učitelé, investiční bankéři i nositelé Nobelovy ceny." Autor pokládal podobné dotazy svým posluchačům po celém světě. Testy byly vždy jednoduše formulované, bez záludností či sporných informací. Přesto v nich účastníci neuspěli.
Autor v knize konstatuje, že průměrná délka života na Zemi je nyní 70 let a za posledních 20 roků se podíl extrémně chudé globální populace snížil na polovinu. To považuje za převratné. Jde podle něho o klíčový fakt, jež bychom měli o životě na naší planetě znát.
Rosling upozorňuje na to, že statistiky a fakta k lidem nepřicházejí přirozeně. Většina populace chápe svět na základě zobecnění osobních zkušeností, které jsou velmi zaujaté. Sdělovací prostředky obvykle události přehánějí a zaměřují se na rychlé změny. Proto bychom se měli naučit svůj příjem dramatických vstupů kontrolovat. „Bez této kontroly naše chuť na drama příliš vzroste a zabrání nám vidět svět takový, jaký je – totálně nás zmate.“

### 10 dramatických instinktů
Rosling v knize odhalil 10 dramatických instinktů, které zkreslují náš pohled na realitu. Je to instinkt propasti, negativity, lineárnosti, strachu, zkreslení velikosti, zobecnění, osudovosti, jiné perspektivy, obviňování a urgentnosti. Například instinkt propasti vede k rozdělování společnosti na „my“ a „oni“ a podle Roslinga je  velmi chybný. „Jde o neodbytný sklon všechno rozdělovat na dvě odlišné a často konfliktní skupiny s velkou mezerou – obrovskou propastí nespravedlnosti – mezi nimi.“ Příkladem je rozdělování světa na vyspělé západní země a na rozvojové státy.

### Faktomluva podle Roslinga
Autor v knize shrnul základní pravidla faktomluvy:
1. Propast. Hledejte většinu.
2. Negativita. Očekávejte špatné zprávy.
3. Lineárnost. Křivky se mohou ohýbat.
4. Strach. Kalkulujte rizika.
5. Zkreslení velikosti. Dávejte věci do správných proporcí.
6. Zobecnění. Zpochybňujte své kategorie.
7. Osudovost. I pomalá změna je změna.
8. Jeden úhel pohledu. Používejte více myšlenkových nástrojů.
9. Obviňování. Odolejte pokušení ukázat na někoho prstem.
10. Urgentnost. Postupujte po malých krocích.[16]

## Zdravotní stav
Ve věku dvaceti let byly u Roslinga identifikovány potíže s játry a Rosling přestal pít alkohol. V roce 1989 mu byla diagnostikována hepatitida typu C. Po roce vývoje choroby došlo k následné cirhóze jater, v roce 2013 byl blízko jejich selhání. Naštěstí v té samé době byly objeveny nové léky na tuto nemoc a Rosling byl přinucen odcestovat do Japonska, aby mohl zakoupit lék nutný k odstranění infekce. Následně v médiích vyjádřil obavy ohledně restrikcí při používání nových léků z důvodu jejich vysokých cen a prohlásil, že je zločin neposkytnout tento lék každé osobě s hepatitidou typu C.

## Získaná ocenění

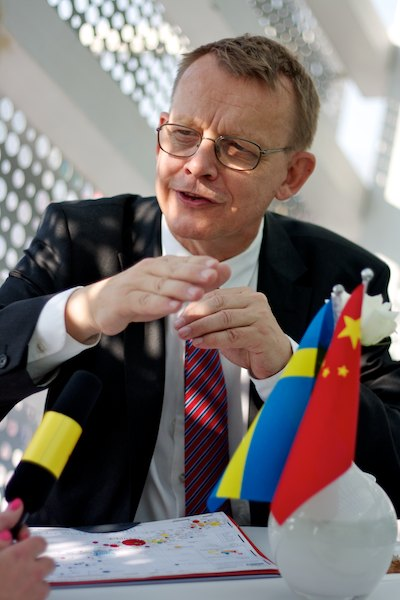
Hans Rosling ve švédském pavillonu na Expu 2010 v Šanghaji.

- 2007 – statistik roku od Švédské statistické asociace
- 2007 – výroční cena Švédské zdravotnické společnosti
- 2007 – znalostní cena od Národní encyklopedie Švédska.
- 2008 – mluvčí roku od Swedish Event Academy
- 2008 – cena Big Debate od Dagens Medicine
- 2009 – cena George a Grety Borgstromých od švédské královské akademie zemědělství a lesnictví
- 2010 – Illis Quorum, nejvyšší ocenění udělované švédskou vládou
- 2010 – velká cena od švédského královského technologického institut
- 2010 – zlatá medaile od švédské královské akademie inženýrských studií
- 2010 – World Technology Award v designu společně s Olou Roslingovou a Annou Roslingovou-Rönnlundovou
- 2010 – The Gannon Award za "Continued Pursuit of Human Advancement"[22]
- 2011 – Grierson 2011 Award za nejlepší britský vědecký dokument, konkrétně za "The Joy of Stats"
- 2012 – zápis do seznamu 100 nejvlivnějších osob časopisu Time
- 2012 – Mezinárodní Švéd roku
- 2014 – čestný doktorát na Uppsala University[23]
- 2014 – Královská patronská medaile od královské geografické společnosti v Londýně
- 2014 – čestný doktorát na Open University, Británie.
- 2014 – čestný doktorát na univerzitě v Oslu, Norsko.

## Další projekty a tvorba
Podílel se na vzniku tří dokumentárních filmů BBC: The Joy of Stats (2010), Don’t Panic – The Truth About Population (2013) a Don’t Panic: How to End Poverty in 15 Years (2015).

## Vybrané publikace
- Thorson, A.; Ragnarsson, A.; Rosling, H.; Ekström, A. (2010). "Male circumcision reduces HIV transmission. The risk of transmission from woman to man is halved". Lakartidningen 107 (46): 2881–2883. PMID 21197783.
- Hanson, S.; Thorson, A.; Rosling, H.; Örtendahl, C.; Hanson, C.; Killewo, J.; Ekström, A. M. (2009). Husereau, Don, ed. "Estimating the Capacity for ART Provision in Tanzania with the Use of Data on Staff Productivity and Patient Losses". PLoS ONE 4 (4): e5294. doi:10.1371/journal.pone.0005294. PMC 2667213. PMID 19381270.
- Von Schreeb, J.; Riddez, L.; Samnegård, H.; Rosling, H. (2008). "Foreign field hospitals in the recent sudden-onset disasters in Iran, Haiti, Indonesia, and Pakistan". Prehospital and disaster medicine : the official journal of the National Association of EMS Physicians and the World Association for Emergency and Disaster Medicine in association with the Acute Care Foundation 23 (2): 144–151; discussion 151–3. PMID 18557294.
- Schell, C. O.; Reilly, M.; Rosling, H.; Peterson, S.; Ekström, A. M. (2007). "Socioeconomic determinants of infant mortality: A worldwide study of 152 low-, middle-, and high-income countries". Scandinavian Journal of Public Health 35 (3): 288–297. doi:10.1080/14034940600979171. PMID 17530551.
- Von Schreeb, J.; Rosling, H.; Garfield, R. (2007). "Mortality in Iraq". The Lancet 369 (9556): 101. doi:10.1016/S0140-6736(07)60058-0. PMID 17223462.
- Elrayah, H.; Eltom, M.; Bedri, A.; Belal, A.; Rosling, H.; Ostenson, C. (2005). "Economic burden on families of childhood type 1 diabetes in urban Sudan". Diabetes Research and Clinical Practice 70 (2): 159–165. doi:10.1016/j.diabres.2005.03.034. PMID 15919129.
- Thanh, H. T. T.; Jiang, G. X.; Van, T. N.; Minh, D. P. T.; Rosling, H.; Wasserman, D. (2005). "Attempted suicide in Hanoi, Vietnam". Social Psychiatry and Psychiatric Epidemiology 40 (1): 64–71. doi:10.1007/s00127-005-0849-6. PMID 15624077.
- Rosling, H. (2004). "New map of world health is needed. North and South is changed to healthy and ill and West to rich and poor". Lakartidningen 101 (3): 198–201. PMID 14763091.